# 窝阔台

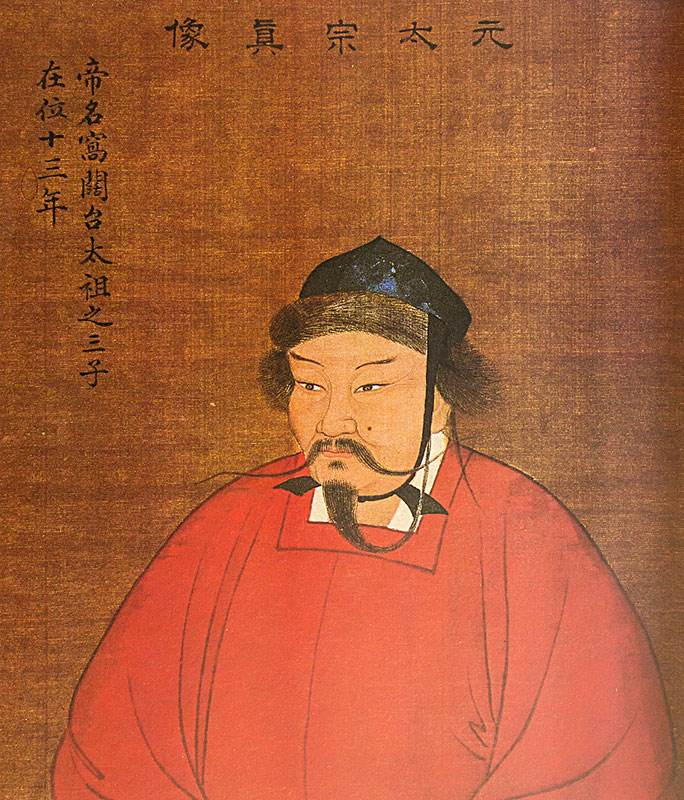
元太宗窝阔台汗真像

窝阔台汗（秘史记音：斡歌歹·中合罕；1186年11月7日—1241年12月11日），又作斡歌歹、和歌台、倭闊岱等，孛儿只斤氏，成吉思汗第三子，大蒙古国大汗。他是蒙古帝国第二位大汗，1229年9月13日－1241年12月11日在位，在位12年零3个月。他登基时接受大汗（又译合罕）的称号，和诸汗相区别。
至元三年（1266年）十月，太庙成，元廷追尊庙号太宗，谥英文皇帝。

## 生平

### 即位

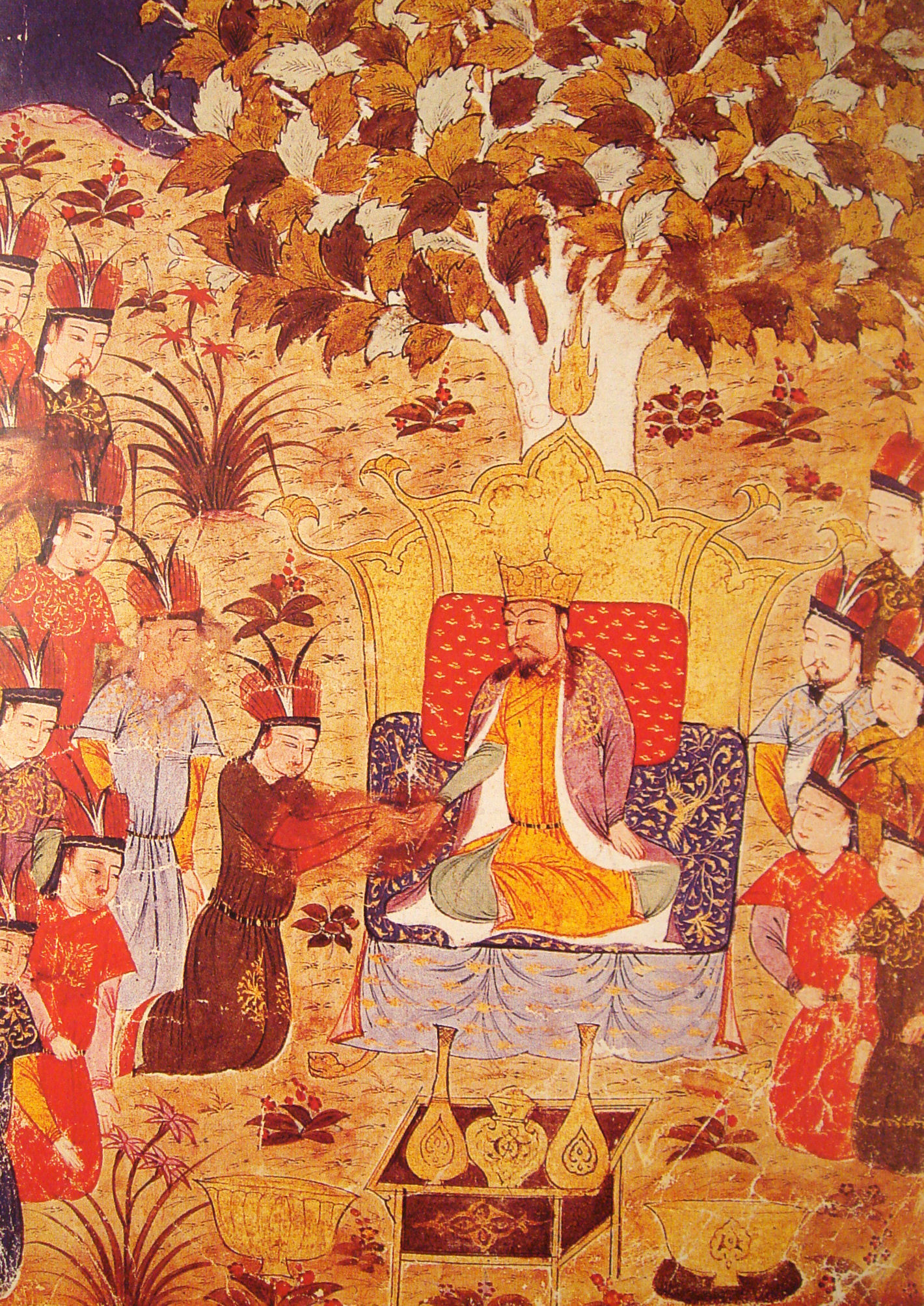
《史集》中描绘窝阔台登基的情形

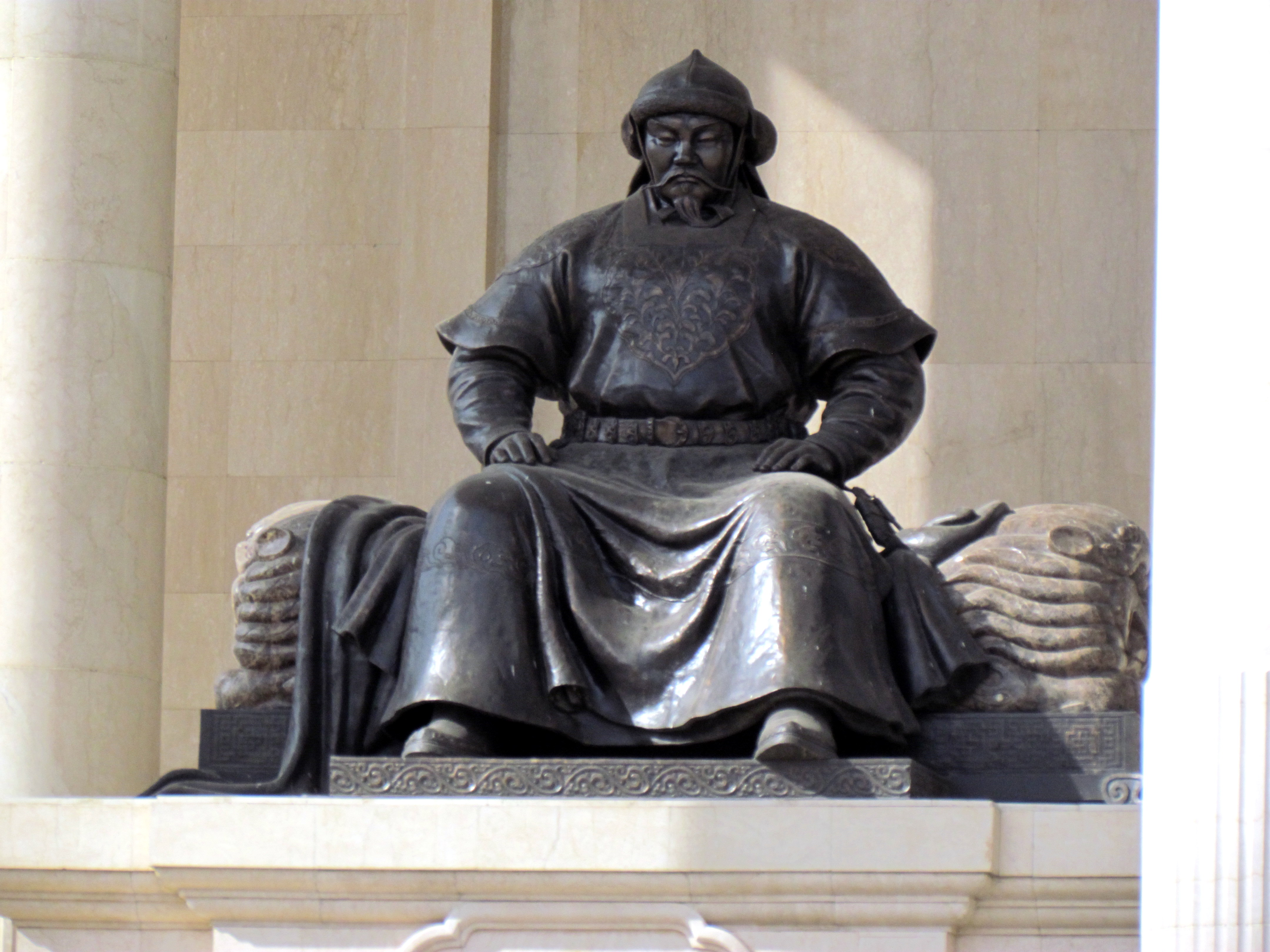
蒙古国国家宫的窝阔台汗像

1229年9月13日（农历己丑年八月二十四日），窝阔台在库里尔台大会中被察合台、拖雷、铁木哥斡赤斤等宗王和大臣推举为大蒙古国大汗，管理整個蒙古帝国。据《新元史》称，诸宗王和百官为窝阔台上尊号“木亦坚合罕”（“合罕”为“大汗”的别译）。
他继承父親的遺志擴張領土，主要是繼續西征和南下中原。他在位期間成功完全征服中亞和華北。内政方面，以契丹人耶律楚材為相管理华北和中原地区，在征服这些地区時稍微改变了战后屠城的作風，保存不少金朝遺民和政治制度；同時又依耶律楚材的建議，提拔漢人為官，整頓內治，安定了蒙古在華北地區的统治，使华北地区经济在戰後得到一定程度的恢复性發展，為日後忽必烈称帝滅南宋打下基礎。

### 灭金取中原
1229年登基的时候，大蒙古国在东亚部分的东南部大体以黄河为界，金朝领土基本上只剩下黄河以南的河南、陕西等地（当时的黄河取道江苏北部的淮河入海）。
1231年，窝阔台与其四弟拖雷分道进攻金朝，1232年初，拖雷率蒙古军在河南三峰山战胜金军，尽歼金军精锐。其后，拖雷与自白坡渡河南下的窝阔台军会合，一同北返蒙古草原，1232年农历九月，拖雷於北返途中病死之後，拖雷四子忽必烈继承了他在华北地区的势力。
1232年春，蒙古军队继续南下，抵达金朝首都燕京（今北京市）附近，因此周围州县难民纷纷逃入汴京（今河南开封市），城中人口激增，而入夏后瘟疫流行，死者达九十餘万人。1232年秋，蒙古派使者入城要求金朝投降，被金朝将士所杀，蒙古军于是不再议和，击溃金朝援军，围困汴京城。
1233年2月6日（农历十二月二十六日），金哀宗和后妃们分别离开汴京，一路向南。1233年2月26日（农历正月十六日），金哀宗抵达归德（今河南商丘市），随后又出走；8月3日（农历六月二十六日），金哀宗逃到蔡州（今河南省汝南县），在此地稳定下来。
1233年3月5日（农历正月二十三日），金朝汴京西面元帅崔立率军队杀死汴京的留守將領完颜奴申和完颜习捏阿不，控制全城，派使者向蒙古军统帅速不台投降。
1233年3月10日（农历正月二十八日），速不台向汴京进兵。速不台得知崔立同意投降后，因为之前进攻汴京时金人抗拒持久導致军队死伤甚多，便向窝阔台奏报建议軍隊入城后屠城泄愤。中书令耶律楚材坚决反对，他认为将士辛苦奋战为的就是土地和人民，屠城会导致得地无民，而且“奇巧之工，厚藏之家”都集中在汴京，屠城会导致一无所获，没有人民就没有人向朝廷交纳赋税，军队会白辛苦一场，最后窝阔台采纳了耶律楚材的意见，只关押了金朝宗室，其他人一概赦免。当时在汴京城中躲避兵祸的147万名居民因为耶律楚材的建议得以免于兵祸。
1233年5月29日（农历四月十九日），崔立将汴京城中的金朝宗室梁王完颜从恪、荆王完颜守纯以及其他宗室男女五百余人送到速不台军队驻地青城，速不台将他们送到漠北草原至窝阔台的行銮驻跸之处，窝阔台为报祖先之仇（金熙宗当年曾将蒙古俺巴孩汗钉死在木驴上），将他们全部处死。同一天，崔立面见速不台，正式归降大蒙古国，速不台率军进入汴京，维护城中秩序，并将城中的金朝后妃和宗庙宝器也送到漠北草原窝阔台的行銮驻跸之处。
1234年2月9日（农历正月十日），大蒙古国军队與南宋军队联合攻入蔡州（今河南省汝南县），金哀宗自杀，金末帝死于乱军之中，金朝灭亡。整个北方中原地区并入大蒙古国版图。
自1234年窝阔台汗灭金朝，到1368年烏哈噶圖汗（元惠宗）逃离大都回到草原，由蒙古族先后建立的大蒙古国、元帝國两政权，總共统治北方中原黄河流域长达134年。

### 端平入洛与蒙宋开战
1233年5月29日蒙古军队取得汴京（今河南开封市）后，继续进攻蔡州（金哀宗所在地），由于金朝军队抵抗顽强，为了减少损失，窝阔台决定联合南宋政權攻克蔡州灭亡金朝。
按照蒙宋双方协议，蒙宋联军攻克蔡州后，南宋可以取得蔡州未破前尚在金朝控制的河南土地，也就是唐、邓、蔡、颍、宿、泗、徐、邳等州（均位于河南南部）。这些州位于金朝和南宋的交界地带，属于金朝领土最南端的州。
在1234年2月9日蒙宋联军攻克蔡州灭亡金朝之后，因为河南一带久经战火，田地荒芜，缺乏粮食，当时又正值冬季，天气严寒，于是把当地大部分居民暂时迁往河北一带，准备等天气转暖后将居民再陆续迁回河南，并恢复农业生产。同时军队久经战事，也需要休整，大部分军队撤到黄河以北。
宋理宗在部分大臣的怂恿下违背当初的蒙宋协议，1234年六月，宋军分二路出兵北伐，准备收复当年被金朝攻取的三京：西京河南府（今河南洛阳市）、东京开封府（今河南省开封市）、南京应天府（亦称之为归德，今河南商丘市），这三京均位于河南北部，在蒙宋协议之前就已经被蒙古军队攻取，自然不属于当初蒙宋协议中灭金后南宋可以得到的领土。
由于宋军北上攻取三京发生在宋理宗端平年间，史称“端平入洛”。端平入洛揭开了蒙古与南宋对峙，连续四十余年不断战争的序幕，直到忽必烈渡过长江、灭亡南宋。
南宋违背蒙宋协议大举进兵，但因为蒙古灭金后，大部分金朝军队和居民都已经撤到黄河以北，南宋军队最初进展顺利，一个月后顺利占领几乎是空城的三京。由于三京缺乏粮草，宋军携带粮草较少又缺乏后勤补给，蒙古军队又随后发起反击，宋军很快撤离三京，并撤回南宋境内。
蒙古军队随后追至原金朝和南宋的边界线一带，并向南宋边界的州县发起进攻，因为蒙古军队并不是很适合南方河流密布的地形作战，在取得一定战果后撤回中原。
自南宋违约进攻蒙方土地促成端平入洛以后，南宋天灾人祸接连不断，国力逐渐衰弱直至灭亡。在军事上，收复三京失败，损兵折将，士气不振，将心不稳，成为南宋守边士兵面临的严重问题。

### 在中国北方实施“以儒治国”
1230年，有近臣别迭等人向窝阔台上奏，认为“汉人无补于国，可悉空其人以为牧地。”主张将汉人驱逐，把汉地的耕地变为牧场，耶律楚材则上奏请求均定中原地税、商税、盐、酒、铁冶、山泽之利，每年可得赋税白银50万两、帛8万匹、粟40余万石，足以支持窝阔台南征金朝的军队所需，窝阔台同意由耶律楚材试行。
1230年农历十一月，耶律楚材奏请在大蒙古国统治的黄河以北的河北、山西、山东（当时金朝尚未灭亡，黄河取道江苏北部的淮河入海）、燕京等地设立十路征收课税使，并选用有名的儒士作为课税官员，得到窝阔台批准。
1231年农历八月，窝阔台到达云中（今山西大同市），十路征收课税使将当年征收到的汉地赋税簿册和金帛陈于廷中，窝阔台大悦，当日设立中书省，改侍从官名，以耶律楚材为中书令，粘合重山为左丞相，镇海为右丞相。

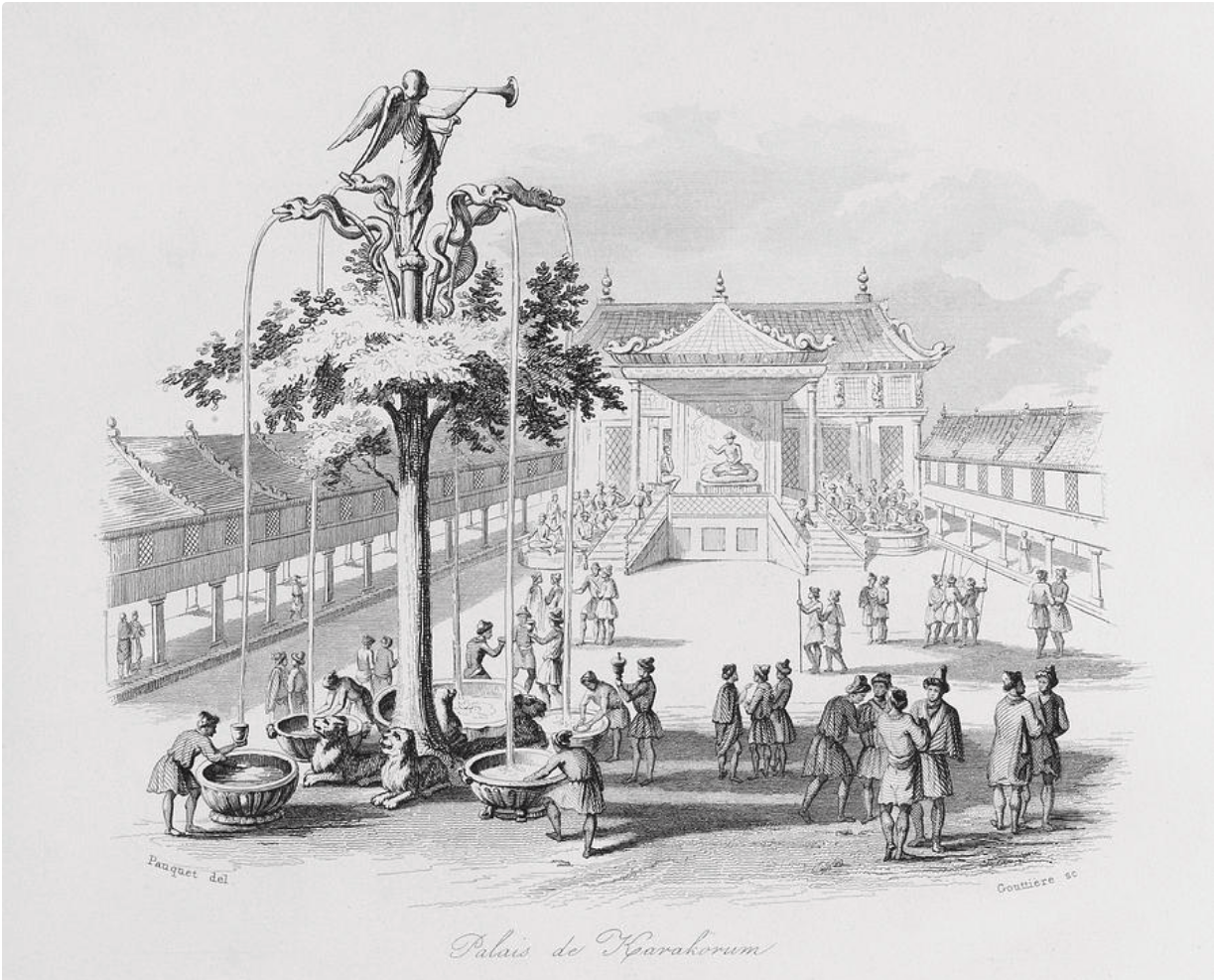
欧洲人描绘的万安宫“银树”

1235年春，窝阔台决定在哈拉和林建都城，修建万安宫；并部署伐南宋、征高丽和再次西征；1236年正月，万安宫建成。窝阔台大宴群臣，同月，窝阔台下诏发行纸币交钞。
1234年正月灭金朝后，窝阔台下诏括编汉地户籍，他接受耶律楚材的建议，以按户为单位收取赋税。由中州断事官失吉忽秃忽主持。1236年八月，括户完成，括得汉地民户110余万户。
1236年括户完成后，失吉忽秃忽主张按以往风俗在中原对诸王和有功之臣进行分封，窝阔台表示同意。耶律楚材力陈“裂土分民”的弊害，使窝阔台同意封地的官吏须朝廷任命，除常定赋役外，诸王勋臣不得擅自征敛，以限制诸王勋臣在封地的权力。
括户完成后，耶律楚材制订了中原赋税制度：每两户出丝一斤，上交朝廷，以供中央政府使用，每五户出丝一斤，以与所赐之家；先由中央政府征收，然后赐予该受封贵族，除此之外贵族不得擅加征敛。上田每亩税三升半，中田三升，下田二升，水田五升；商税三十分之一；盐每银一两四十斤。
这个赋税的定额是比较轻的，有利于当时已遭破坏的中原地区休养生息。在遇到大的灾情时，楚材还采取免征的措施。如果部分地区出现逃亡浮客，他们的赋税要由留下的主户负担，这些主户负担的赋税会重一些。此外，民户也要负担一些較為随意的杂泛差役。总的来说，民户的负担还是较轻。
在耶律楚材的努力下，中原及北方的经济得到了恢复和保存。
1230年耶律楚材制定课税格，1231年收取的各种赋税中，白银为50万两，1234年灭金朝取得河南等地，赋税收入一直在增加，到了1238年，朝廷在中原汉地收取的各种赋税中，白银为110万两。丝和米等赋税也有显著增加。
1233年，为了培养蒙汉双语翻译类人材，窝阔台下诏在燕京（今北京市）建国子学，派遣蒙古人子弟18人学习汉语；汉人子弟12人，学习蒙古语和弓箭，并选儒士为教读。规定受业学生不仅要学习汉人文书，还要“兼谙匠艺，事及药材所用、彩色所出、地理州郡所纪，下至酒醴麴蘖、水银之造，饮食烹饪之制，皆欲周览旁通”。当时，全真教在燕京势力很大，儒家士大夫有很多托庇于全真教。燕京的学宫也是如此，学宫的主持者除杨惟中之外，葛志先、李志常均为当时有名的全真道士。
1233年农历四月，蒙古军队进入汴京城（今河南开封市），中书令耶律楚材向窝阔台奏请遣人入城，求孔子家族後代，得五十一代孙元措，奏袭封衍圣公，付以孔林庙地。耶律楚材又派人入汴京，挑选了大量的人才。
1233年农历六月，窝阔台下诏，以孔子五十一世孙孔元措袭封衍圣公。
1233年冬天，窝阔台敕修燕京孔子庙及浑天仪。
1236年农历三月，复修孔子庙及司天台。
1236年农历六月，耶律楚材奏请窝阔台同意后，在燕京（今北京市）建立编修所，在平阳（今山西临汾市）建立经籍所，主持经史类书籍的编纂和刊行，召儒士梁陟充长官，以王万庆、赵著副之。让他们直释九经，进讲东宫。又率大臣子孙，执经解义，使他们知道圣人之道。
1237年，窝阔台下旨蠲免孔子、孟子、颜子等儒教圣人子孙的差发杂役。
1237年，耶律楚材奏请对儒士举行科举考试，这就是1238年举行的戊戌选试，共录取4030人，皆当时的名士。
1238年，耶律楚材又支持杨惟中和姚枢在燕京建立太极书院，请赵复等人为师教授儒家的经典。南宋名士赵复的讲学，使程朱理学在北方中原地区传播开来。

### 戊戌选试
1234年2月9日，蒙古帝国灭金朝，夺取中原地区后，急需人才治理国家。
元太宗九年农历八月二十五日（1237年9月15日），根据中书令耶律楚材的建议，窝阔台下诏书命断事官术忽德和山西东路课税所长官刘中，历诸路考试，试诸路儒士，开科取士，并对考试内容和参加考试者的身份要求以及中选者的优厚待遇作了详细说明。
北方中原地区的诸路考试，均于1238年（戊戌年）举行，史称“戊戌选试”。
1238年的这次考试共录取东平杨奂等4030人，皆为一时名士，使得朝廷及时得到了加强统治所需要的各方面的人才。但后来“当世或以为非便，事复中止”。
直到元仁宗1313年下诏恢复科举，此时距离元太宗1238年的“戊戌选试”已经有75年，天下读书的士人至此再次获得以科举方式晋身做官的途径。

### 西征欧洲
1234年2月9日金朝灭亡后，由於大蒙古国與南宋接壤，使雙方的衝突日漸加劇，也拉開了雙方往後45年不斷爭戰的序幕。在南方戰線僵持不下之時，蒙古大軍的鐵蹄轉往東方的高麗發動征戰，日後使之臣服；西線方面，以拔都為首的欽察汗國，完全控制了罗斯，並繼續西進歐洲，佔領了除诺夫哥罗德以外俄羅斯的领土，以及波蘭王國和匈牙利王國的一部。
1241年12月11日（农历十一月八日），窝阔台因為酗酒而突然暴斃，使其西征進程被迫中止。當時大軍正朝往神聖羅馬帝國的諸侯國奧地利公國首都維也納推進，但為了趕返參加位於蒙古的库里尔台大会而急忙撤軍，自此以後，蒙古大軍再也沒有踏足這片土地。
1241年年底，在窝阔台去世后不久，他的二哥察合台去世。
1242年春天，皇后乃马真开始称制，处理朝政，直到1246年8月24日窝阔台之子貴由繼任大汗為止。乃马真后临朝称制期间，朝政比较混乱，中书令耶律楚材力争未果，于1244年农历五月忧愤而死。

## 家庭

### 妻妾
- 孛剌合真大皇后
- 脱列哥那二皇后，又作六皇后，又称乃马真后，生四子貴由、闊端、闊出、哈剌察兒[27]。1246年贵由登基数月后去世。1266年忽必烈自号“大蒙古国皇帝”，并为乃马真后上谥号昭慈皇后。
- 木哥三皇后，原为成吉思汗的后妃，成吉思汗死后，木哥被窝阔台收继[28]
- 札真四皇后
- 昂灰五皇后（撫養拖雷长子蒙哥為己子）。生一子合失[29][30]。
- 乞里吉忽帖尼六皇后，原为成吉思汗的后妃，成吉思汗死后，乞里吉忽帖尼被窝阔台收继[28]
- 業里吉納妃子，又称七皇后。生二子合丹、滅里[31][32]。
- 忽兰，原为成吉思汗的后妃，成吉思汗死后，忽兰被窝阔台收继[28]

### 儿子
根据《新元史》卷118《太宗诸子传》记载，元太宗窝阔台有七子，分别为脱列哥那、昂灰、業里吉納所生：
- 貴由，生母脱列哥那皇后（乃马真后）[27]，1246年继任“蒙古大汗”，1266年被忽必烈追尊为元定宗
- 闊端太子，生母脱列哥那皇后[27]，被封为西凉王，1247年和吐蕃诸部宗教界领袖萨班在凉州（今甘肃武威市）举行凉州会盟，使得吐蕃归附大蒙古国
- 闊出太子，生母脱列哥那皇后[27]，阔出长子为失烈门
- 哈剌察兒大王，生母脱列哥那皇后[27]
- 合失大王，生母昂灰皇后[29][30]，生于1215年，嗜酒早卒。子海都，窝阔台汗国可汗，和元世祖忽必烈以及元成宗铁穆耳交战40多年，相互争夺“蒙古大汗”称号，1301年秋天和元军交战中负伤，不久去世
- 合丹大王，生母業里吉納皇后[31][32]
- 滅里大王，生母業里吉納皇后[31][32]

### 女儿
- 鲁国公主 唆儿哈罕，嫁纳合

## 相關史料
- 《蒙古秘史》，又称《元朝秘史》。
- 《史集》，蒙古帝国伊儿汗国史學家拉施特撰寫。
- 《世界征服者史》，蒙古帝国伊儿汗国史學家志费尼撰寫。
- 《大元圣政国朝典章》，简称《元典章》，元英宗在位后期（1322年—1323年）官修政书，收录1234年—1322年元朝各地地方官吏会抄的有关政治、经济、军事、法律等方面的圣旨条画、律令格例以及司法部门所判案例的汇编，分为前集和新集，史實多為《元史》所不載。
- 《大元通制》，1323年元英宗颁布的元朝第二部法律，现存残本收录1234年—1316年元朝官方颁布的关于法律方面的圣旨条画、律令格例以及司法部门所判案例的汇编，史实多为《元史》所不载。
- 《元史·太宗本紀》 （页面存档备份，存于），明朝官修正史
- 《新元史·太宗本纪》 （页面存档备份，存于），民国官修正史
- 《续资治通鉴》 （页面存档备份，存于），清朝史学家毕沅撰写。
- 《黑鞑事略》，南宋使者彭大雅1232年随奉使到大蒙古国，使者徐霆1235年—1236年随奉使到大蒙古国，二人返回南宋后，彭大雅撰写,并由徐霆作疏。
- 《元史类编》，清朝史学家邵远平撰写。
- 《元史新编》，清朝史学家魏源撰写。
- 《元书》，清朝史学家曾廉撰写。
- 《蒙兀儿史记》，清末民初史学家屠寄撰写。

## 評價

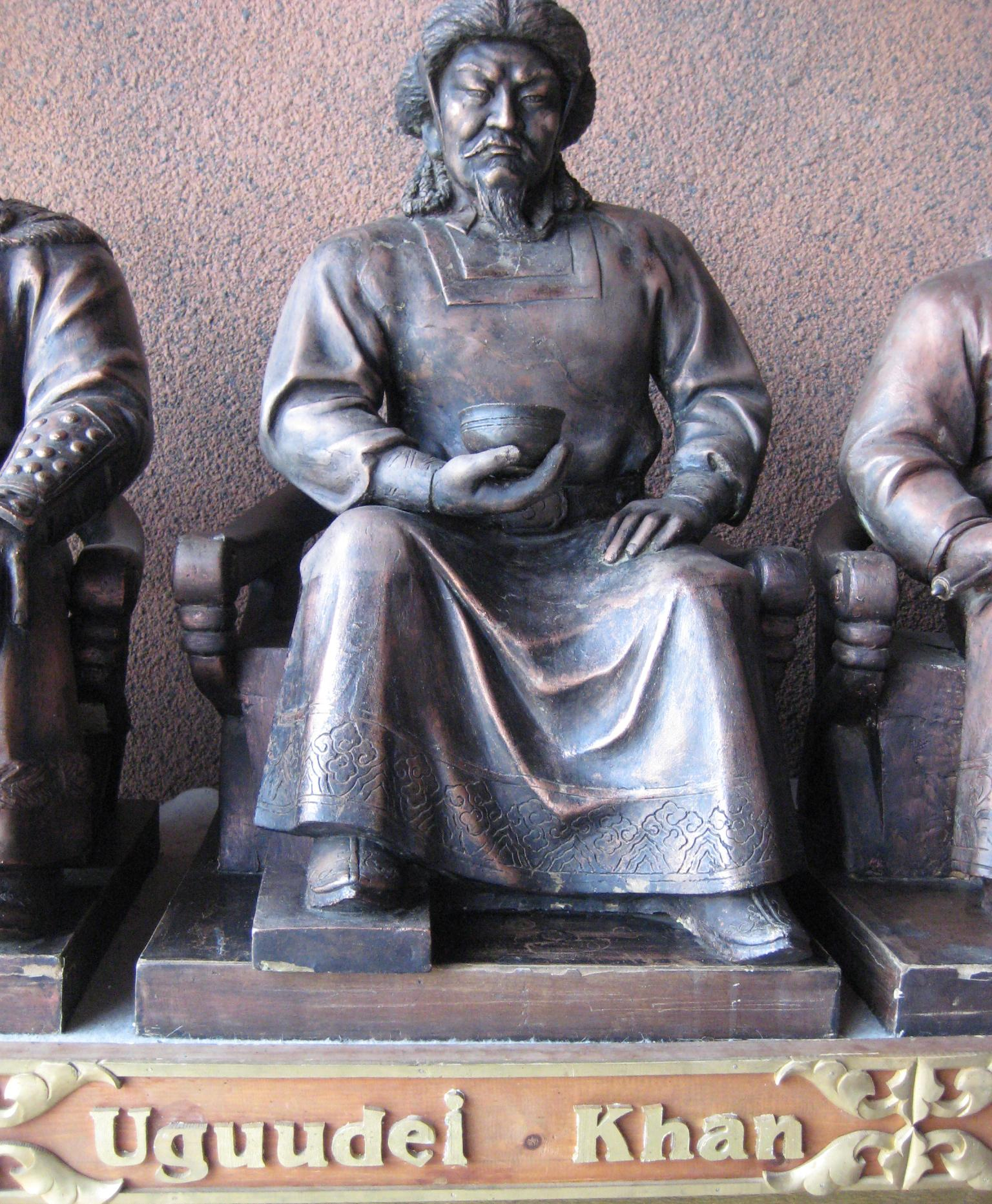
蒙古國的窩闊台鑄像

- 元朝重臣郝经在中统元年（1260年）农历八月给元世祖忽必烈的上书《立政议》中对元太宗窝阔台的評價是：“当太宗皇帝临御之时，耶律楚材为相，定税赋，立造作，榷宣课，分郡县，籍户口，理狱讼，别军民，设科举，推恩肆赦，方有志于天下，而一二不逞之人，投隙抵罅，相与排摈，百计攻讦，乘宫闱违豫之际，恣为矫诬，卒使楚材愤悒以死。”[34]（说明：元太宗窝阔台在世之时，耶律楚材还是深受重用的，1241年元太宗去世，帝位空缺，皇后乃马真后开始临朝称制，朝政比较混乱，中书令耶律楚材力争而无效果，他于1244年忧愤而死）

- 明朝官修正史《元史》宋濂等的評價是：“帝有宽弘之量，忠恕之心，量时度力，举无过事，华夏富庶，羊马成群，旅不赍粮，时称治平。”[35]

- 清朝史学家邵远平《元史类编》的評價是：“册曰：嗣业恢基，缵绪立制；五载灭金，十路命使；定赋崇儒，用昌厥世；仁厚恭俭，时称平治。”[36]

- 清朝史学家毕沅《续资治通鉴》的評價是：“太宗性宽恕，量时度力，举无过事。境内富庶，旅不赍粮，时称治平。”[37][38]

- 清朝史学家魏源《元史新编》的評價是：“帝有宽宏之量，淳朴之质，乘开国之运，师武臣力，继志述事，席卷西域，奄有中原。惟知诸子不材，又知宪宗之克荷，而储位不早定，致身后政擅宫闱，大业几沦，有余憾焉。”[39]

- 清朝史学家曾廉《元书》的評價是：“论曰：太宗时金人已弱，然犹足阻河为固也。太宗遵遗令戡凤翔，道兴元，以达唐邓，而汴梁墟，可谓闻斯行之矣。当是时，操持国政，耶律楚材郁为时栋。然太宗之用楚材，以利也。太宗言利，楚材即以其利利天下，而纪纲粗立矣。用相违也，而相成也，岂非天哉！故开国之运，云龙风虎，非雷同也。”[40]

- 清末民初史学家屠寄《蒙兀儿史记》的評價是：“论曰：财者，一国所公有也。语曰：百姓足，君孰与不足？人君以国用困乏，多取于民，然且不可。况可纵奸人异类，恣其侵夺乎？斡歌歹汗初得金，许奥都剌合蛮扑买中原银课，举国家财政大权授之贾胡之手，公利而私取之，上下交损焉。封建之制，始于自然，强并弱，众暴寡。自天子以至食采之大夫，各私其土地人民。古圣王不得以而仍之。秦汉以降，此制渐废，偶一行之，罔不召乱。自非至无识者，不轻议复也。汗括汉户，分赐诸王贵戚，其视无辜之民与奴虏奚择。彼固不知封建为何事，然斯制若行，弊且甚于封建。微耶律楚材言，纵虎豹而食人肉矣。前史称汗有宽仁之量，忠恕之心，度时量力，动无过举。迹其立站赤、选税使、试儒士、释俘囚，诏免旱蝗之租，代偿羊羔之息，固非无志于民者，惜乎不达怡体，而左右之人将顺其美者，又寡也。”[41]

- 民国官修正史《新元史》柯劭忞的評價是：“太宗宽平仁恕，有人君之量。常谓即位之后，有四功、四过：灭金，立站赤，设诸路探马赤，无水处使百姓凿井，朕之四功；饮酒，括叔父斡赤斤部女子，筑围墙妨兄弟之射猎，以私撼杀功臣朵豁勒，朕之四过也。然信任奥都拉合蛮，始终不悟其奸，尤为帝知人之累云。”[42]

## 纪年
根据《元史·太宗本紀》整理。
| 元太宗英文皇帝 | 元年   | 二年   | 三年   | 四年   | 五年   | 六年   | 七年   | 八年   | 九年   | 十年   |
| -------------- | ------ | ------ | ------ | ------ | ------ | ------ | ------ | ------ | ------ | ------ |
| 公元           | 1229年 | 1230年 | 1231年 | 1232年 | 1233年 | 1234年 | 1235年 | 1236年 | 1237年 | 1238年 |
| 干支           | 己丑   | 庚寅   | 辛卯   | 壬辰   | 癸巳   | 甲午   | 乙未   | 丙申   | 丁酉   | 戊戌   |
| 元太宗英文皇帝 | 十一年 | 十二年 | 十三年 |        |        |        |        |        |        |        |
| 公元           | 1239年 | 1240年 | 1241年 |        |        |        |        |        |        |        |
| 干支           | 己亥   | 庚子   | 辛丑   |        |        |        |        |        |        |        |

## 影視形象

### 電視劇
- 1983年电视剧《射鵰英雄傳》，何桂林饰
- 1987年香港亞洲電視製作电视剧《成吉思汗》，張煒飾
- 1987年电视剧《成吉思汗》，李家聲飾
- 2004年电视剧《成吉思汗》，呼和饰
- 2012年电视剧《武神》，宋勇泰饰
- 2013年由中國中央電視台製作，同年播出中國電視劇《建元風雲》，巴森飾

## 延伸阅读
[在维基数据编辑]
 《元史/卷002》，出自宋濂《元史》
 《新元史/卷004》，出自柯劭忞《新元史》
 在维基共享资源阅览影像

## 外部連結
- Борев И. .   [2009-01-19]. （原始内容存档于2012-02-19）.
- Medieval History: Mongol Invasion of Europe （页面存档备份，存于）
- The Islamic World to 1600: The Golden Horde

| 窝阔台 孛兒只斤家族出生于：1186年?月?日逝世於：1241年12月11日 | 窝阔台 孛兒只斤家族出生于：1186年?月?日逝世於：1241年12月11日 | 窝阔台 孛兒只斤家族出生于：1186年?月?日逝世於：1241年12月11日 |
| 統治者頭銜                                                    | 統治者頭銜                                                    | 統治者頭銜                                                    |
| ------------------------------------------------------------- | ------------------------------------------------------------- | ------------------------------------------------------------- |
| 新頭銜 窩闊台汗國建立                                         | 窩闊台汗國君主 1224年—1241年                                  | 繼任者： 贵由汗                                               |
| 前任者： 拖雷 （監國）                                        | 大蒙古國君主 1229年—1241年                                    | 繼任者： 乃馬真后 （稱制）                                    |
| 空缺上一位持有相同頭銜者：成吉思汗 （元太祖）                 | 蒙古大汗 大蒙古國皇帝 1229年—1241年                           | 空缺下一位持有相同頭銜者：贵由汗 （元定宗）                   |